# تپه سی حیر
تپه سی حیر مربوط به مفرغ است و در شهرستان دالاهو، بخش مرکزی، دهستان حومه، ۲۵۰ متری جنوب شرقی روستای ورگنبد واقع شده و این اثر در تاریخ ۲۷ اسفند ۱۳۸۶ با شمارهٔ ثبت ۲۲۴۵۶ به‌عنوان یکی از آثار ملی ایران به ثبت رسیده است.